# Redacted
Redacted (no Brasil, Guerra Sem Cortes e em Portugal Censurado) é um filme de guerra americano de 2007 dirigido por Brian De Palma. É vagamente baseado no Massacre de Mahmudiyah ocorrido em 2006 em Mahmoudiyah, Iraque, quando soldados do Exército dos Estados Unidos estupraram uma menina iraquiana de catorze anos e a assassinaram junto com sua família. Assim como filme de 1989 do diretor, Casualties of War, foi filmado na Jordânia.
Redacted estreou em 2007 no Festival de Veneza, onde ganhou o prêmio Leão de Prata pela categoria "Melhor Diretor". Ele também foi mostrado no Festival de Cinema de Toronto, o Festival de Cinema de Nova Iorque e do Festival Internacional de Cinema de Buenos Aires. O filme estreou na Espanha, e em quinze cinemas em lançamento limitado nos Estados Unidos em 16 de novembro de 2007. Recebeu avaliações mistas dos críticos e uma bilheteria deficitária nos EUA.